# 小行星3484
小行星3484（英語：3484 Neugebauer）是一颗围绕太阳公转的小行星。1978年7月10日，埃莉諾·赫琳、尤金·舒梅克在帕洛马山发现了此天体。
这颗小行星的绝对星等为175.80966等。